# Loi de Verner
Cette page contient des caractères spéciaux ou non latins. S’ils s’affichent mal (▯, ?, etc.), consultez la page d’aide Unicode.
 (décembre 2023).
Si vous disposez d'ouvrages ou d'articles de référence ou si vous connaissez des sites web de qualité traitant du thème abordé ici, merci de compléter l'article en donnant les références utiles à sa vérifiabilité et en les liant à la section « Notes et références ».

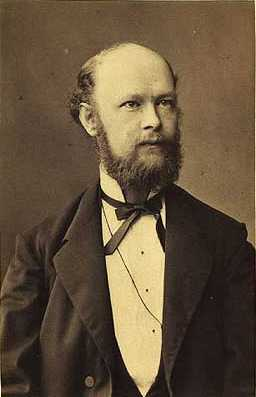
Karl Verner en 1878.

La loi de Verner est une loi de phonétique historique dont la découverte a marqué l'une des étapes majeures de la linguistique comparée : elle complète en effet la loi de Grimm et permet d'en expliquer les apparentes irrégularités, la faisant ainsi réellement accéder au statut de « loi ». C'est Karl Verner (1846-1896), linguiste danois, qui, en 1875, a trouvé la solution au problème apparent : alors que la loi de Grimm prévoit que les occlusives sourdes de l'indo-européen deviennent des fricatives sourdes en proto-germanique, dans certains cas ces fricatives sont sonores. Or, la comparaison avec d'autres langues indo-européennes montre bien que le phonème de départ est une consonne sourde. Le problème était important puisqu'il ne permettait pas à la loi de Grimm d'être systématique et sans exception, ce qui est la condition sine qua non pour que des changements phonétiques soient qualifiés de loi scientifique.

## Mécanismes généraux
Note : les transcriptions citées entre crochets sont en API. Les étymons proto-germaniques sont en transcription des langues germaniques (consulter aussi Transcription de l'indo-européen et Transcription des langues indiennes).
Verner, pour comprendre l'origine de ces irrégularités apparentes de la loi de Grimm dans les langues germaniques, a pris en compte la place de l'accent de hauteur indo-européen (qui nous est connu, entre autres, par le sanskrit védique et le grec), en comparant les mots pour « père » et « frère » : 
- indo-européen *ph₂tḗr et *bʰréh₂tēr ;
- sanskrit pitár- et brā́tar- ;
- grec patḗr et phrátēr « membre d'un clan » ;
- gotique fadar [faðar] et brōþar [broːθar].

Dans *ph₂tḗr, le *h se lit avec le « 2 » en indice : *h₂ note une laryngale de pouvoir colorant donnant, en se vocalisant, une voyelle de timbre /a/. Il ne s'agit pas d'un *p aspiré, qu'on noterait *pʰ.
Si la loi de Grimm s'était appliquée correctement, l'on aurait en gotique **faþar et brōþar, puisque le *t indo-européen passe au þ [θ] germanique. Le passage de *t à đ [ð] ou à d s'explique par la place de l'accent indo-européen : celui-ci frappe dans *bʰréh₂tēr la voyelle située avant la consonne susceptible d'être modifiée par la loi de Grimm et la protège d'une évolution secondaire, que l'on trouve sinon partout ailleurs, sauf à l'initiale. La loi de Verner s'énonce ainsi : « les fricatives germaniques se voisent sauf à l'initiale et sauf si la syllabe précédente était tonique en indo-européen ». Cette dernière mention a son importance puisque l'accent indo-européen a été entièrement modifié en germanique commun, par un changement de nature (l'accent de hauteur est devenu accent d'intensité), et les deux ne coïncident plus. Il faut ajouter à cela que la fricative indo-européenne *s est aussi concernée et qu'elle se voise en [z], sauf si la voyelle qui précède est tonique. Cette consonne, en revanche, ne provient pas d'une ancienne occlusive sourde indo-européenne. À l'exception du gotique, ce [z] est passé à [r].
On peut résumer les modifications subies par les consonnes concernées ainsi : 
| Indo-européen | Indo-européen | Indo-européen | Indo-européen | Indo-européen |   | Germanique (loi de Grimm) | Germanique (loi de Grimm) | Germanique (loi de Grimm) | Germanique (loi de Grimm) | Germanique (loi de Grimm) |   | Germanique (Grimm + Verner) | Germanique (Grimm + Verner) | Germanique (Grimm + Verner) | Germanique (Grimm + Verner) | Germanique (Grimm + Verner) |
| ------------- | ------------- | ------------- | ------------- | ------------- | - | ------------------------- | ------------------------- | ------------------------- | ------------------------- | ------------------------- | - | --------------------------- | --------------------------- | --------------------------- | --------------------------- | --------------------------- |
| *σp           | *σt           | *σk           | *σkʷ          | *σs           | ⇒ | [ɸ] (f)                   | [θ] (þ)                   | [x] (χ)                   | [xʷ] (χʷ)                 | [s]                       | ⇒ | [β] (ƀ)                     | [ð] (đ)                     | [ɣ] (ǥ)                     | [ɣʷ] (ǥʷ)                   | [z]                         |
| *σ́p           | *σ́t           | *σ́k           | *σ́kʷ          | *σ́s           | ⇒ | [ɸ]                       | [θ]                       | [x]                       | [xʷ]                      | [s]                       | — | —                           | —                           | —                           | —                           | —                           |

Légende : σ représente n'importe quelle syllabe atone, σ́ n'importe quelle syllabe tonique. Sont indiqués entre parenthèses les symboles de la transcription des langues germaniques ; les symboles entre crochets suivent l'API.

## Exemples
La loi de Verner se manifeste fréquemment dans la conjugaison des verbes forts, dans lesquels une alternance accentuelle est notable : alors que l'accent tombe normalement sur le radical, au prétérit indicatif pluriel, au prétérit subjonctif et au participe passé, il frappe la finale : ainsi en vieil anglais wearþ « il devint » (de *wárþ ← *u̯órte ; cf. sanskrit vavárta « il tourna ») mais wurdon « ils devinrent » (de *wurđún ← *u̯r̥t-ń̥t ; cf. sanskrit vavṛtimá « nous tournâmes » ).
On explique aussi pourquoi on a en anglais un prétérit du verbe be « être » avec was au singulier et were au pluriel : la première forme remonte à *h₂uóse → *wás → wæs, la seconde à *h₂uēs-ń̥t → *wēzún → wǣron, par rhotacisme. C'est ainsi que l'on trouve dans les langues germaniques une alternance [s] / [r]. L'un des exemples les plus célèbres, outre was / were, se trouve en vieil anglais avec le verbe cēosan « choisir », dont le prétérit singulier est ceās et le pluriel curon, directement liés aux formes de l'ancien haut allemand kōs / kurun, du verbe kiosan ; il suffit de poser une alternance *kaus / *kuzún, de *ǵóuse / *ǵus-ń̥t (radical *ǵeus- « goûter » qu'on retrouve dans le latin gustare).
Le système nominal offre aussi quelques exemples : « dix » se dit en indo-européen *déḱm̥, qui donne régulièrement en latin decem, en grec déka, en tokharien śak, en arménien tesn et en sanskrit dáśa, par exemple. La place de l'accent garantit le gotique taíhun, de *déḱm̥ → *téxun (loi de Grimm). Si l'accent avait frappé la finale, on aurait eu *teǥun. L'accent s'est cependant déplacé dans la construction du nom « décade », formé sur le même radical dérivé *deḱú-, soit breton dek, latin decuria et gotique tigu (attesté twaím tigum « vingt »), puisque *teχúz (Grimm) donne *teǥuz → tigu (apophonie et amuïssement des consonnes finales). Il faut noter, au passage, que l'indo-européen *e passe en gotique régulièrement à [i] sauf devant χ, χw et r, où il est ouvert en [ɛ] écrit aí, ce qui explique la double alternance : 
- *déḱm̥ → texun → taíhun, mais vieil angl. tīen « dix » ;
- *deḱú → teǥuz → -tigu, vieil angl. twēntig « vingt ».

Il arrive parfois qu'une ou plusieurs langues conservent une variante d'un substantif dans laquelle l'accent n'est rejeté que tardivement vers l'initiale et qui, par conséquent, empêche le voisement qu'elle aurait dû subir sous la loi de Verner. Par exemple, l'indo-européen *h₁el-is- « aulne » → gmq. *alís- → *alísan (maintien prolongé d'accent), ce qui est continué par le moyen néerlandais else, d'où le néerlandais els, elzeboom « aulne ». En revanche, la forme attendue avec remontée régulière de l'accent est retenue en allemand et bas-allemand ; ainsi gmq. *alís- → *álizō (loi de Verner) → vieux saxon / vieux haut-allemand elira, d'où le bas-allemand Eller « aulne » et l'allemand Erle, de même sens.

## Résumé
- Extension de la loi : germanique commun
- Chronologie : après la loi de Grimm
- Effets : [f, þ, χ, χw, s] > [ƀ, đ, ǥ, ǥw, z] / [* -accent]_